# Döbraberg
Der Döbraberg ist mit 794,6 m ü. NHN die höchste Erhebung im Frankenwald. Er liegt im oberfränkischen Landkreis Hof in Bayern. Auf dem Berg befinden sich der Prinz-Luitpold-Turm und die Radarstation Döbraberg.

## Namensursprung
Der Döbraberg hieß in früheren Jahrhunderten Culm. Später wurde der Berg nach der am Osthang liegenden Ortschaft benannt. Der Name Döbra stammt wahrscheinlich vom slawischen Wort Dobratsch (do prac = waschen), womit das bergmännische Waschen von erzhaltigem Gestein bezeichnet wurde. In manchen Publikationen wird der Berg nur Döbra genannt.

## Geographie und Geologie
Der Döbraberg befindet sich im Naturpark Frankenwald auf der Gemarkung der Stadt Schwarzenbach am Wald, deren Kernstadt westnordwestlich des Bergs liegt. An seinem Ostnordosthang liegt der namensgebende Stadtteil Döbra.
An der Ostseite flacht der Döbraberg in eher sanften, oft freien Hängen, die weit bis ins Tal der Selbitz reichen, ab. Nach Süden und Westen befinden sich ziemlich steile, meist bewaldete Hänge, die ins Tal der Wilden Rodach abfallen. Von Döbra aus ist der Berggipfel bequem in etwa zehn Minuten zu erreichen.
Geologisch besteht der Döbraberggipfel aus hartem Kieselschiefer.

## Tourismus

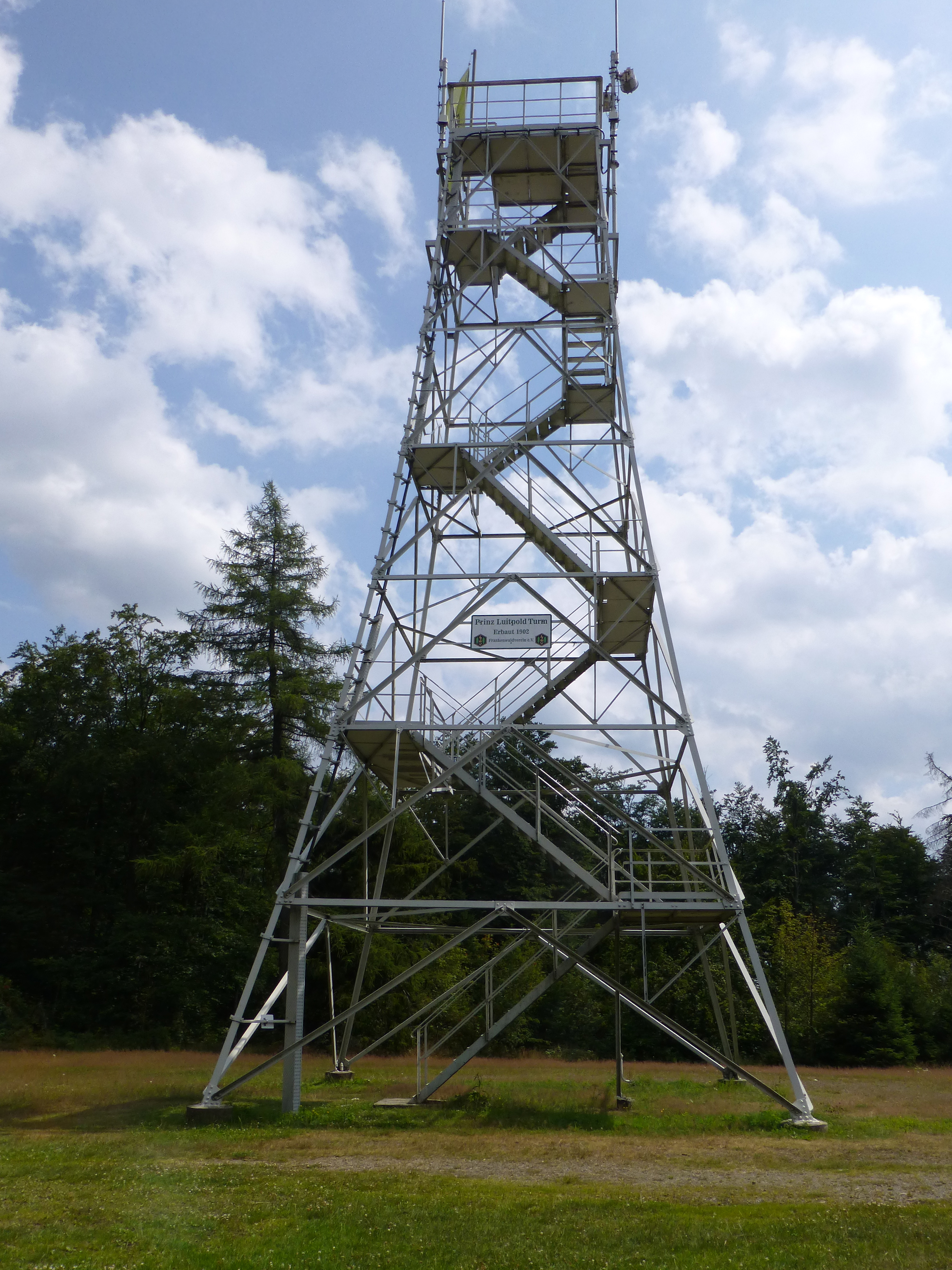
Prinz-Luitpold-Turm

### Prinz-Luitpold-Turm
Auf dem Gipfel des Berges steht der 1902 vom Frankenwaldverein erbaute Prinz-Luitpold-Turm, ein 18 m hoher Aussichtsturm. Mit seiner Eigenhöhe wird die 800-m-Höhenlinie überschritten. Der Turm ist nach Prinz Luitpold von Bayern benannt. Nebenan befindet sich ein kleiner Unterstand für Wanderer.
Der Rundblick vom Döbraberg, besonders vom Turm, reicht im Osten vom Erzgebirge zu den Höhen des Fichtelgebirges. Im Süden erkennt man die Radspitze. An klaren Tagen kann man bis zu den Gleichbergen schauen. Im Westen und Norden sieht man die Höhen des Thüringer Waldes, zum Beispiel den Wetzstein am Übergang zum Frankenwald.

### Wintersport, Mountainbiking, Wandern

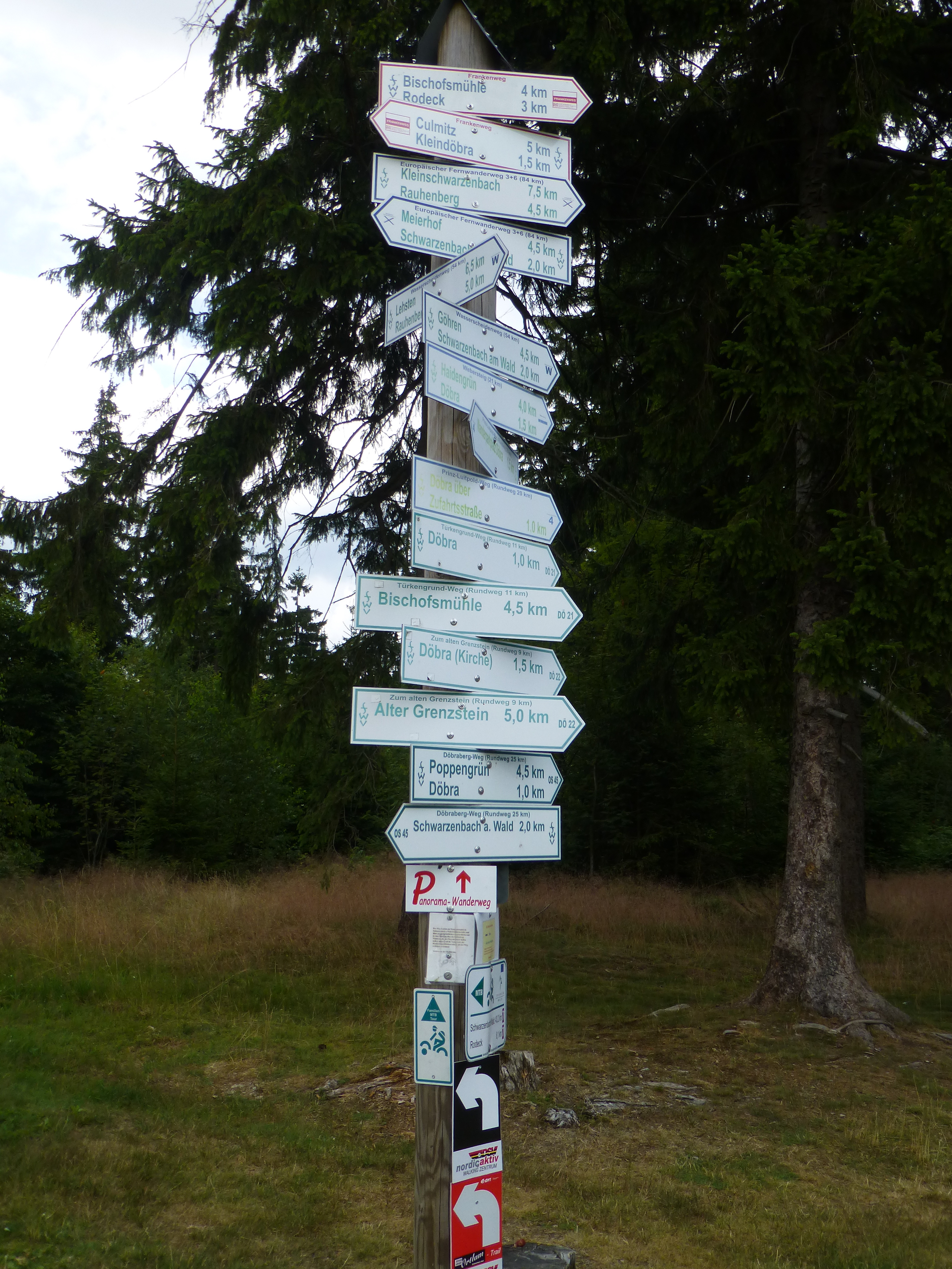
Wanderschilder auf dem Döbraberg

Im Winter sind der Döbraberg und seine Umgebung ein beliebtes Gebiet für Langläufer. Auf dem Westhang des Berges gibt es eine steile Skipiste in das Rodachtal, die früher für Skirennen genutzt wurde. Wegen Schneemangels ist sie nur noch selten befahrbar. Am oberen Ende der Piste steht eine Hütte der Bergwacht. Die Piste wird mittlerweile auch von Mountainbikern genutzt. Im Sommer gibt es auch weitläufige Mountainbike-Strecken, die mit dem dafür eingesetzten Frankenwald-Mobil  angefahren werden können.
Am Döbraberg kreuzen sich einige Wanderwege des Frankenwaldvereins:
- der Frankenweg
- der Ecksche östliche Höhenweg
- der Wasserscheidenweg
- die Europäischen Fernwanderwege E3 und E6
- der Radspitz-Döbraweg
- der Dr.-Köhl-Weg
- der Spitzenpfeilweg

Einen Rundweg um den Döbraberg bietet folgende Strecke: Aus dem Tal der Rodach über den Jägersteig nach Schwarzenbach am Wald und am südlichen Ortsrand weiter zum Döbraberg. Von dort aus benutzt man den Höhenweg mit blauem H und läuft zum Rauhenberg und zur Rodachquelle. Entlang der Rodach kommt man an der Bischofsmühle vorbei wieder zum Ausgangspunkt zurück.

## Einzelnachweise

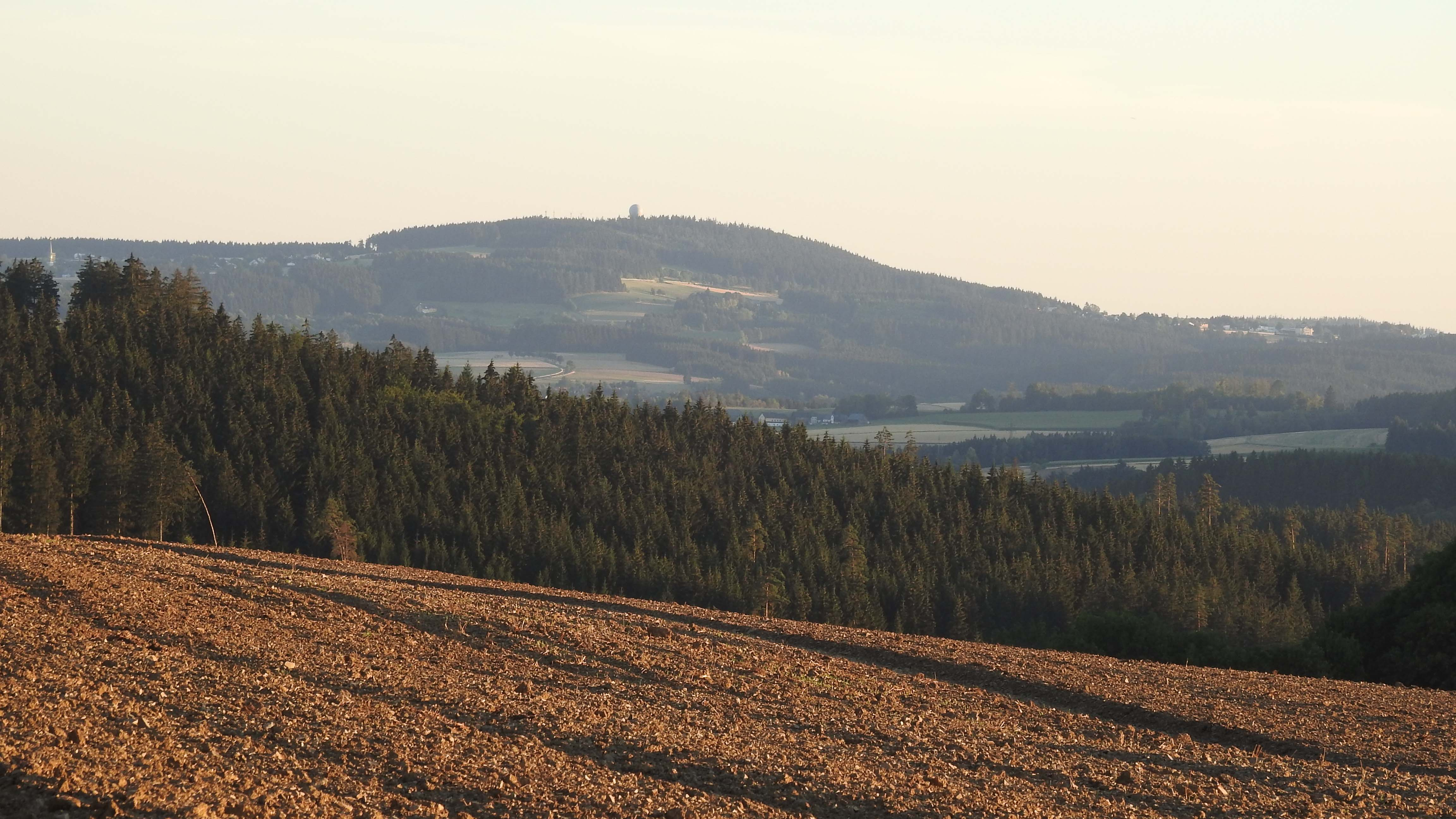
Döbraberg von Nordosten

## Radarstation Döbraberg

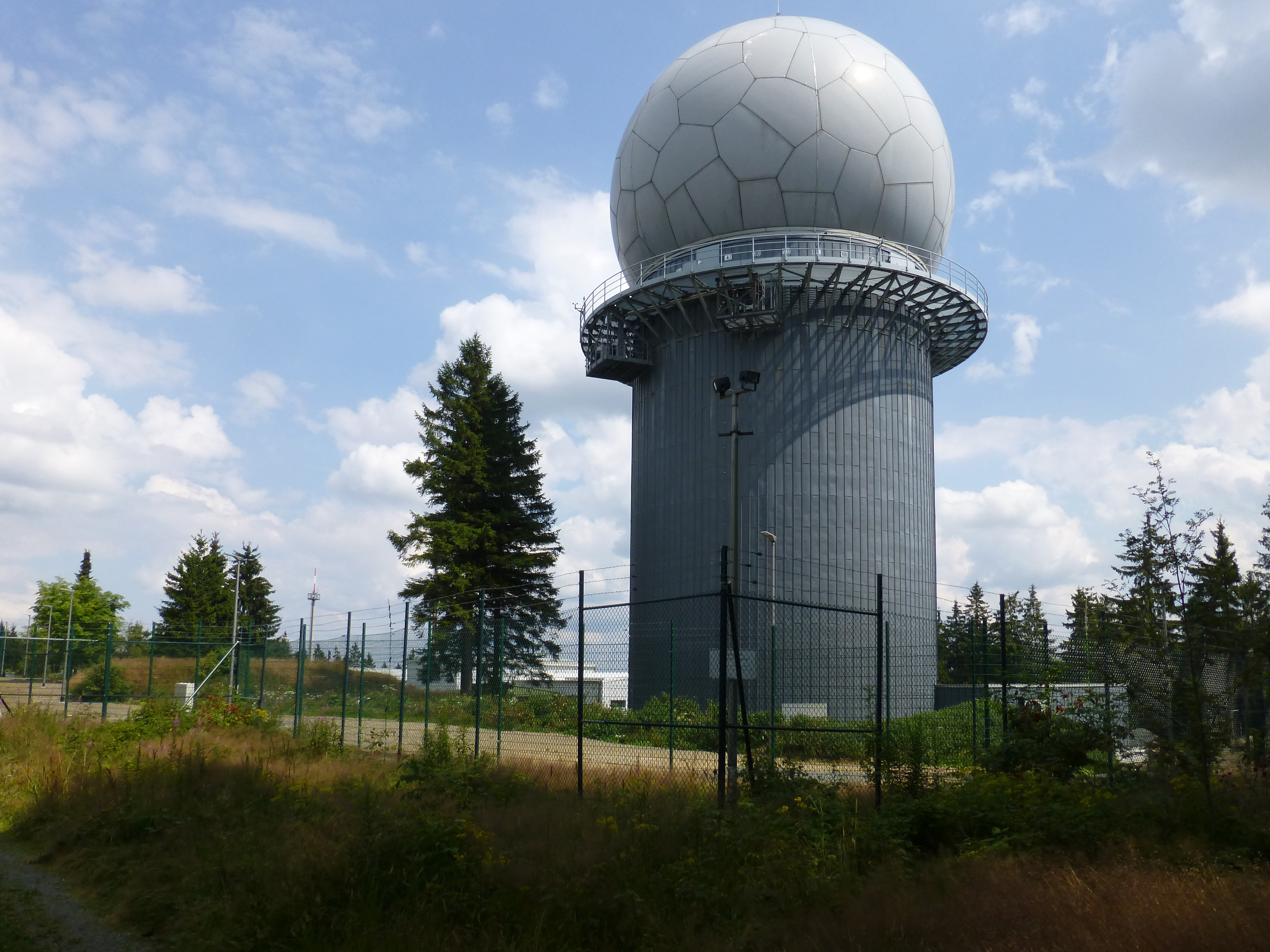
Radarstation Döbraberg

Am Döbraberg betrieb ab 1961 die US Air Force eine Radarstation. Seit den 1960er Jahren waren dort auch Soldaten der deutschen Luftwaffe stationiert, 1974 wurde die Einrichtung offiziell von der Bundeswehr übernommen. Die aktuell auf dem Bergrücken befindliche kugelförmige Radarkuppel (früher waren es zeitweise zwei oder drei Kuppeln) verleiht dem Berg ein unverwechselbares Aussehen und ist ein bereits von weitem sichtbares Merkmal. Wegen der Nähe zur Grenze der DDR war diese Radarstation zur Zeit des Kalten Krieges ein Teil des Luftverteidigungssystems der NATO. Ein großer Teil der Döbrabergkuppe war militärisches Sperrgebiet. Mittlerweile hat die Station an Bedeutung verloren, wird aber immer noch genutzt, auch zur zivilen Luftraumüberwachung. Die zuletzt aktive militärische Einheit der Bundeswehr war der Abgesetzte Technische Zug 132 als Bestandteil des Einsatzführungsbereichs 1, der 2013 aufgelöst wurde. Im Rahmen der Umstrukturierung der Bundeswehr wird jetzt die RRP 117-Radarstation vom Abgesetzten Technischen Zug 357 betrieben, der zum Einsatzführungsbereich 3 gehört.